# أبو منجليات
فصيلة أبو منجليات (Threskiornithidae) تضم 34 نوع من الطيور الكبيرة البرية والخواضة. وتضم عائلتين :
- أبو منجل.
- أبو ملعقة.

كانت العائلة سابقاً تصنف باسم عائلة أبو ملعقيات (Plataleidae). أبو ملعقة وأبو منجل على قرابة بمجموعات أخرى من الطيور الخواضة طويلة الأرجل، مثل اللقلق والبلشون والواق. أعضاء العائلة يتسمون بأجنحة طويلة وعريضة بها 11 ريشة رئيسية ونحو 20 ريشية ثانوية. وهم طيارون أقوياء، وبالرغم من حجمهم ووزنهم، فإنهم يستطيعون التحليق إلى ارتفاعات شاهقة. تلقي الدراسات الجينية الحديثة بظلال من الشك على الترتيب، وتكشف أن طيور أبو ملعقة تتداخل مع طيور أبو منجل العالم القديم، وأن أبو منجل العالم الجديد هو فرعاً مبكراً.

## الوصف والبيئة
- كل أعضاء الفصيلة لها جسم نحيف من الأمام ويكبر وصولا للذنب وكلها لديها أجنحة طويلة فيها أكثر من 11 ريشة رئيسية و20 ريشة ثانوية وهي قوية ،وليس من المستغرب نظرا لحجمها ووزنها، وكل أنواع فصيلة أبو منجليات تطير ووجهها ممدود إلى الأمام وحتى الساقين تكونان مستقيمان مع الجسم، وهي من الطيور الكبيرة ،رغم أنها متوسطة الحجم وفق معايير النظام، بدءا بأبو منجل الزيتوني القزم (Bostrychia bocagei), ب45 سم و450 غرام حتى أبو منجل العملاق (Thaumatibis gigantea) ب 100 سم و4.2 كغ.
- تتوزع هذه الطيور حول العالم تقريبا، ويجري البحث عليها دائما بالقرب من البحيرات والمياه الضحلة بطيئة التدفق العذبة أو المالحة ،وكذلك توجد أيضا في المناطق الأكثر جفافا ،وكل الطيور نهارية.
- تأكل كل هذه الطيور نفس الغذاء تقريبا الذي يتألف من القشريات والحشرات والأسماك الصغيرة، بينما هي تجثم فوق الأشجار القريبة من المياه للتعشيش والتغذية.
- وأبو منجليات هي طيور مستعمرة ،وكثيرا ما تجدها في مجموعات صغيرة دائما جاثمة فوق الأشجار أو الجزر الصغيرة حول المستنقعات ،وتبني الانثى العش بواسطة القصب والعصي الذي يجمعها الذكر ،وكثيرا ماتلد 2-5 بيضات ،و كلا الجنسين يحضنان البيوض بالتناوب ،وبعد الفقس تأكل الصغار الطعام من الوالدين وبعد 2 إلى 3 أشهر الصغار تصبح قادرة على ترك العش ولكن الغذاء يبقى من الوالدين دائما حتى تصبح قادرة على الاعتماد على نفسها.

## الأجناس
الفصيلة:أبو منجليات :أبو منجل
- - جنس Threskiornis
    - أبو منجل مقدس أفريقي
    - أبو منجل مقدس ملغاشي
    - أبو منجل مقدس ريونيون
    - أبو منجل أسود الرأس
    - أبو منجل أبيض أسترالي
    - أبو منجل قشي العنق

  - جنس Pseudibis
    - أبو منجل أسود هندي
    - أبو منجل أبيض الكتف

  - جنس Thaumatibis
    - أبو منجل عملاق

  - جنس Geronticus
    - أبو منجل أقرع جنوبي
    - أبو منجل أقرع شمالي

  - جنس Nipponia
    - أبو منجل متوج

  - جنس Bostrychia
    - أبو منجل زيتوني
    - أبو منجل ساو تومي
    - أبو منجل ذا بقعة الصدر
    - أبو منجل حدادة
    - أبو منجل الضافر

  - جنس Theristicus
    - أبو منجل بلومبيوس
    - أبو منجل برتقالي العنق
    - أبو منجل أسود الوجه

  - جنس Cercibis
    - أبو منجل حاد الذيل

  - جنس Mesembrinibis
    - أبو منجل أخضر

  - جنس Phimosus
    - أبو منجل عاري الوجه

  - جنس Eudocimus
    - أبو منجل أبيض أمريكي
    - أبو منجل قرمزي

  - جنس Plegadis
    - أبو منجل اللامع
    - أبو منجل أبيض الوجه
    - أبو منجل بونا

  - جنس Lophotibis
    - أبو منجل ملغاشي
- الفصيلة : أبو ملعقيات : أبو ملعقة
  - جنس أبو ملعقة
    - أبو ملعقة أوراسي
    - أبو ملعقة صغير
    - أبو ملعقة أفريقي
    - أبو ملعقة ملكي
    - أبو ملعقة أصفر المنقار
    - أبو ملعقة وردي